# Remse
Remse é um município da Alemanha, situado no distrito de Zwickau, no estado da Saxônia. Tem 14,79 km² de área, e sua população em 2019 foi estimada em 1.625 habitantes.